# 전주지방법원 군산지원
전주지방법원 군산지원은 전주지방법원에서 관할하는 사건 중에서 군산시 전역을 관할하는 사건을 관할하는 법원이다.

## 지원장
| 순번 | 이름   | 임기                                |
| ---- | ------ | ----------------------------------- |
| 1대  | 차균경 | 1945년 11월 19일 ~ 1948년 12월 21일 |
| 2대  | 송문현 | 1948년 12월 22일 ~ 1949년 11월 14일 |
| 3대  | 신중식 | 1949년 11월 15일 ~ 1953년 3월 11일  |
| 4대  | 오학근 | 1953년 3월 12일 ~ 1956년 6월 27일   |
| 5대  | 송영재 | 1956년 7월 7일 ~ 1956년 7월 23일    |
| 6대  | 강중완 | 1956년 7월 24일 ~ 1957년 10월 21일  |
| 7대  | 김기석 | 1957년 10월 22일 ~ 1961년 8월 25일  |
| 8대  | 윤종섭 | 1961년 8월 26일 ~ 1963년 9월 16일   |
| 9대  | 추재엽 | 1963년 10월 1일 ~ 1969년 4월 6일    |
| 10대 | 김영창 | 1969년 4월 7일 ~ 1970년 9월 30일    |
| 11대 | 양회철 | 1970년 10월 1일 ~ 1973년 3월 31일   |
| 12대 | 공아도 | 1973년 4월 1일 ~ 1975년 9월 30일    |
| 13대 | 유지원 | 1975년 10월 1일 ~ 1977년 1월 3일    |
| 14대 | 서철모 | 1977년 1월 4일 ~ 1980년 1월 31일    |
| 15대 | 김연호 | 1980년 2월 1일 ~ 1980년 12월 11일   |
| 16대 | 신교준 | 1980년 12월 12일 ~ 1983년 2월 2일   |
| 17대 | 노경래 | 1983년 2월 3일 ~ 1985년 2월 28일    |
| 18대 | 최세영 | 1985년 3월 1일 ~ 1986년 8월 31일    |
| 19대 | 김연태 | 1986년 9월 1일 ~ 1989년 2월 28일    |
| 20대 | 황대연 | 1989년 3월 1일 ~ 1991년 2월 10일    |
| 21대 | 라종훈 | 1991년 2월 11일 ~ 1991년 11월 10일  |
| 22대 | 한정덕 | 1991년 11월 11일 ~ 1993년 3월 1일   |
| 23대 | 강민형 | 1993년 3월 2일 ~ 1993년 8월 31일    |
| 24대 | 오영권 | 1993년 9월 1일 ~ 1994년 7월 27일    |
| 25대 | 김호윤 | 1994년 7월 28일 ~ 1996년 2월 29일   |
| 26대 | 윤영선 | 1996년 3월 1일 ~ 1997년 2월 26일    |
| 27대 | 김희태 | 1997년 2월 27일 ~ 1998년 2월 28일   |
| 28대 | 조승곤 | 1998년 3월 1일 ~ 1998년 8월 31일    |
| 29대 | 임종윤 | 1998년 9월 1일 ~ 1999년 10월 24일   |
| 30대 | 조병훈 | 1999년 10월 25일 ~2000년 2월 17일   |
| 31대 | 류연만 | 2000년 2월 18일 ~ 2002년 2월 17일   |
| 32대 | 방극성 | 2002년 2월 18일 ~2004년 2월 10일    |
| 33대 | 황적화 | 2004년 2월 18일 ~ 2005년 2월 20일   |
| 34대 | 손주환 | 2005년 2월 21일 ~ 2006년 2월 19일   |
| 35대 | 이상훈 | 2006년 2월 20일 ~ 2007년 2월 20일   |
| 36대 | 홍기태 | 2007년 2월 21일 ~ 2008년 2월 20일   |
| 37대 | 이창한 | 2008년 2월 21일 ~ 2010년 2월 21일   |
| 38대 | 김재영 | 2010년 2월 22일 ~ 2012년 2월 26일   |
| 39대 | 정재규 | 2012년 2월 27일 ~2014년 2월 23일    |
| 40대 | 최인규 | 2014년 2월 24일 ~ 2016년 2월 21일   |
| 41대 | 박종택 | 2016년 2월 22일 ~ 2018년 2월 25일   |
| 42대 | 송경근 | 2018년 2월 26일 ~ 현재              |